# Mátyás tér

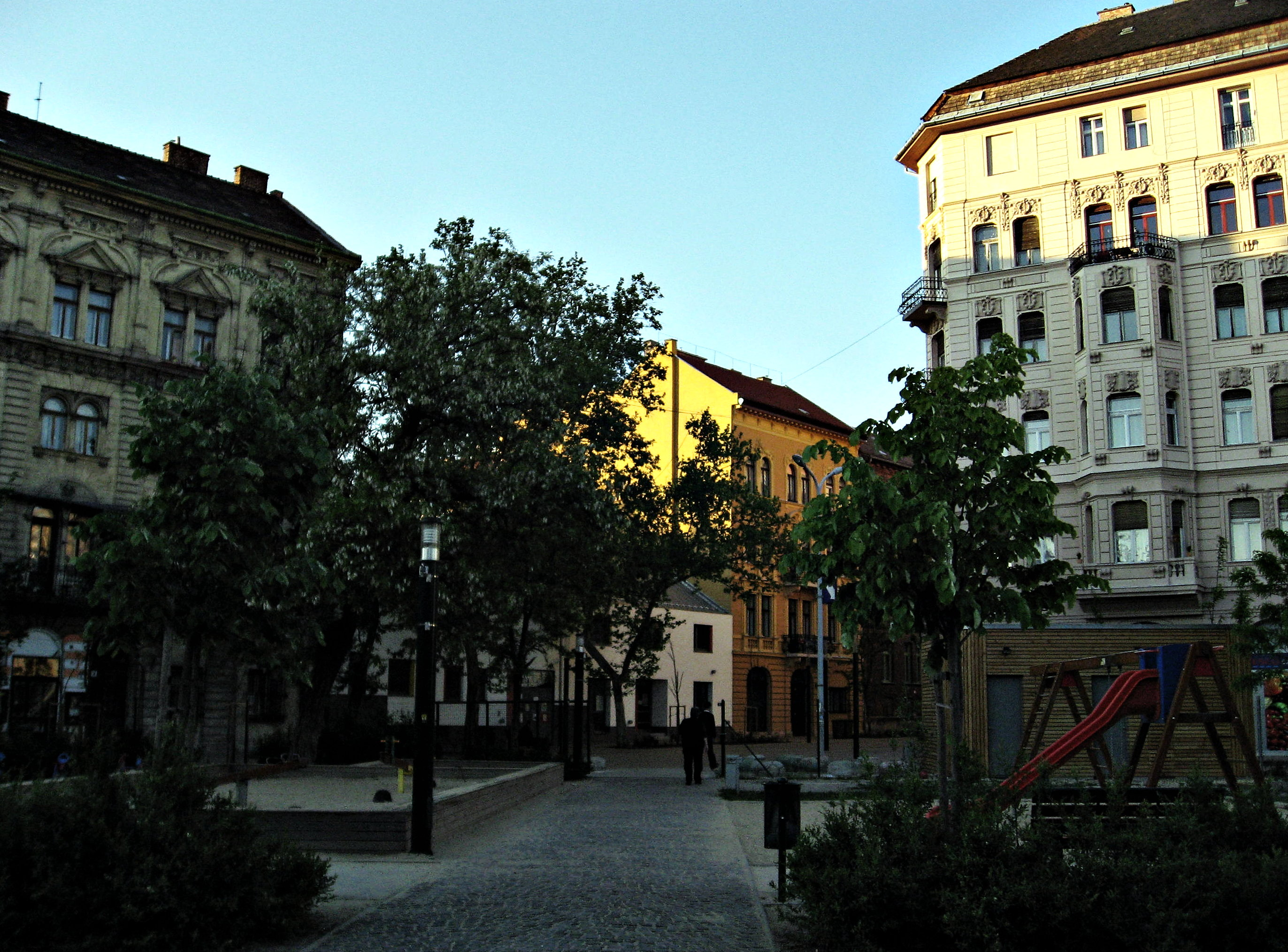
Mátyás téri részlet

A Mátyás tér Budapest VIII. kerületében, a Magdolnanegyedben található. A térről közvetlenül elérhető a Bauer Sándor, Szerdahelyi, Dankó, Koszorú, Tavaszmező, József és Nagyfuvaros utca. A téren a 2010-es években körülkerített, rendezett parkot, játszóteret és sétálóövezetet alakítottak ki.

## Elnevezései, története
Eredeti neve a 19. század elején Frühlingsfeld (Tavaszmező) volt. 
Az első ház 1732-ben egy homokdombon épült a tér északi oldalán, tulajdonosa Fodor Márton volt. A tér északi- és keleti oldalán 1775-ben falusias porták álltak. Egy 1823-as térkép alapján ekkorra a nyugati oldal is beépült, a déli oldalon továbbra is csak egyetlen ház, valamint kertek és szőlő volt. Nevének (Frühlingsfeld) első térképi említése 1830-ból való. 1837-ben a térképen már Frühlings Platz (Tavasz tér) a neve. Az 1838-as árvíz idején az ár észak-déli irányban a tér közepéig ért el. Az ettől nyugatra eső területek víz alá kerültek, az ettől keletre elterülő részek szárazon maradtak. Pest belterületének 1872-es városrendezési térképén már Mátyás térként jelölik.
A kenguru című zenés játékfilm néhány jelenetét a téren és az ott lévő presszóban forgatták 1975-ben.

## Épületei
- Mátyás tér 2. - Az 1870-es évek végén épült, barokk stílusban. Díszeiből már csak három látható, jellegzetességei azonban megmaradtak. Az utca vonalával pontosan párhuzamos falvezetése, az épület mértani közepén a barnára festett, már kopott kosáríves kapu, rajta a kovácsoltvas kilincs. Filo János ebben az épületben rendezte be és nyitotta meg 1882. március 5-én a Szent Keresztélyröl elnevezett patikáját. A gyógyszerész Filónak jól ment az "üzlet", nagy volt a forgalma, szűk lett a patika. Eladta az öreg épületet.  Az épületben lakott 1880-tól Dunaiszky László (1822-1904) szobrász, a Dunaiszky szobrász dinasztia tehetséges tagja. Említésre méltó az alkotásai közül az idős Lendvay Márton színész 1859-ben készített szobra, amely a Nemzeti Színház előtt állt.
- Mátyás tér 3. - Filo János gyógyszerész építtette fel Pfaff Ferenc építésszel az egyemeletes, ívelt ablakos épületet, két erkéllyel. Az 1890. novemberében megnyitott patika mellett az udvari szárnyon kötszereket is gyártott. Ipartörténeti emlékként védett, a ma is látható patikaberendezés. Ugyanígy megtekinthető Filo gyógyszerész irodája a faragott íróasztallal, és az őt ábrázoló - életnagyságú - olajfestménnyel. Felbecsülhetetlen érték a Szent Keresztély domborművű portréja, mellette a két mitológiai alak, Aesculapius és Hygienia, a gyógyítás isteneinek portréi. Fia, az ifjú Filo 1873-ban megkapta gyógyszerész oklevelét. A családi patika ügyeivel csak apja halála után (1914) foglalkozott. Ifjabb Filo 1909-ben királyi tanácsosi címet kapott. A patikát 1948-ban államosították, majd 1978-ban megszüntették. A muzeális értékű gyógyszertárat a Semmelweis Orvostörténeti Múzeum kapta meg. Az egyedülálló múzeumot 1985-ben avatták.
- Mátyás tér 4. - A Tavaszmező utca sarkán van a Löffler Sándor és Löffler Béla által tervezett Magda-udvar. 1911/12-ben épült 5+1 emeletes (az emelet ráépítés a hatvanas évekből való) premodernbe hajló sarokház, figuratív díszítéssel.  A tér felé néző kapubejárója felett "Anno 1912", a homlokzaton egyemeletnyi magasságban a "MAGDA UDVAR" szöveg olvasható. 1913-ban a ház földszintjén működött a Mátyás Mozi, később a Józsefvárosi Önkormányzat által működtetett Reménysugár Idősek Klubja költözött az épületbe.
- Mátyás tér 5/A - 1894-ben Kuba János megrendelésére épített 3 emeletes eklektikus lakóház.
- Mátyás tér 5/B - 1897-ben Ulbert Anna számára épült háromemeletes eklektikus lakóház.
- Mátyás tér 6. - A 2 emeletes eklektikus lakóházat 1888-ban Schomann Antal tervezte és építette Madary Gábor számára. Felépülte után ebben az épületben a bolti berendezéseket és kirakatokat gyártó Madary testvérek üzeme működött. 1910-ben alakult át művégtag gyárrá. Az üzem elköltöztetése után a helyén fogtechnikai laboratórium kezdte meg működését, majd az Arany Alkony Idősek Otthona költözött be.
- Mátyás tér 7-8. - Lebontásáig itt egy 1869-ben Gottgeb Antal építette kétemeletes lakóház állt. Üres, elkerített telek.
- Mátyás tér 9. - 1914-ben Székely Marcell tervei szerint épült, ötemeletes konstruktivista lakóház a Dankó utca (Dankó u. 1.) sarkán. A ház leghíresebb lakója Mónus Illés szociáldemokrata politikus 1919-1924. között, de 1913-1934 között Frenyó Vilmos biológus, az ELTE tanszékvezető professzora is itt lakott.
- Mátyás tér 11. - Az eredetileg itt álló, 1790-ben épült házat, amely a kerület egyik legrégibb épülete volt, a 2000-es évek végén bontották le, helyén jelenleg új lakóház áll.
- Mátyás tér 12. - Az 1885 körül épült háromemeletes lakóház földszinti helységeiben a "Mátyás klub" a nyugdíjasoknak biztosít és szervez foglalkoztatásokat, kulturális programokat. A ház falán egy bronzból készített, Mátyás király arcképét ábrázoló dombormű jelzi a Mátyás klub bejáratát.
- Mátyás tér 13. - 1885-86-ban Wirth Ferenc tervezte és építette - eredetileg kétemeletes - eklektikus lakóház. A két felső emeletet 1900 körül építették a házra.
- Mátyás tér 14. - Az  5 emeletes eklektikus lakóház 1905-ben Schannen Ernő tervei szerint épült az Erdélyi utca és a Mátyás tér sarkán. A ház lakója volt 1938 és 1941 között Mándy Iván író. A budapesti kávéházak 1912. évi listája szerint a ház földszintjén működött ebben az időben Liedl József kávéháza. 2006-tól a házban működik a Kapocs Ifjúsági Önsegítő Szolgálat, 2011-től Tesco Express bolt van az épület földszintjén.
- Mátyás tér 15. - A házban a 19. században kesztyűgyár volt, majd a rendszerváltást megelőzően lakóház lett. Az 1970-es években a Favorit Cipőipari Kisszövetkezet működött itt. A Magdolnanegyed Program keretében az épület felújításával 2008-ban jött létre a Kesztyűgyár Közösségi Ház.
- Mátyás tér 16. - Az Amon Mihály és neje számára 1895-ben épült háromemeletes, eklektikus lakóház homlokzata vízszintesen tagolt, az ablakok körül erőteljes díszítés látható. Tervezője és építtetője Makovszky Mátyás volt.
- Mátyás tér 17. - 1894-ben Robitsek Salamon számára épült háromemeletes, eklektikus lakóház. Tervezője Spiegel Frigyes, Weinréb Fülöp.
- Mátyás tér 18. - Itt 2019-es lebontásáig egy 1870 körül épült, nagyon rossz állapotú klasszicista lakóház állt (a Nagyfuvaros utca (Nagyfuvaros u. 28.) és a Mátyás tér sarkán). Ebben a '90-es évek elejéig egy zöldséges és egy csiszolóanyag-kereskedés működött. A helyén 2020-ban egy lakóház építésébe kezdtek.

## Közlekedés
A téren a 99-es busz áll meg, az éjszakai órákban a Baross utcán elhaladó 909-es és 909A busszal a Muzsikus cigányok parkjáig utazva, majd párperces sétával közelíthető meg.

## Külső hivatkozások
- Magdolnanegyed, fotósorozat
- „Kesztyűgyár” Közösségi Ház a Mátyás téren Archiválva 2012. június 25-i dátummal a Wayback Machine-ben
- Józsefvárosi séta